# Automedicație
Automedicația reprezintă practica administrării unuia sau mai multor medicamente din proprie inițiativă, fără utilizarea unei prescripții medicale sau fără recomandarea unui specialist acreditat din domeniul sănătății.
Pe lângă pericolele asociate acestei practici (utilizare incorectă, necorespunzătoare, diagnostic incorect, înrăutățire condiție), utilizarea irațională a antibioticelor conduce la dezvoltarea fenomenului de rezistență la antibiotice.